# ジェローム・ロタン
ジェローム・ロタン（Jérôme Rothen, 1978年3月31日 - ）は、フランス出身の元同国代表サッカー選手。ロテン、ロセンとも表記。ポジションはMF、特に左サイドを主な仕事場にする。

## 経歴
特に体格が良い訳でも卓越したテクニックを持つ訳でもない彼の最大の武器は味方の動きと綺麗にマッチングする、左足から放たれる高精度なクロス・FKと献身的な守備である。ユース時代を通じフランス代表として初のキャップを記録したのは24歳 (2003年3月29日、マルタ戦) の時と遅咲きの部類に入る。
1997年、リーグ・ドゥのクラブ・SMカーンでキャリアをスタート。フィジカルの弱さを指摘されつつもその左足を武器に正確なクロスを量産し活躍、リーグ・アンに所属するトロワACに2000-01シーズンに引き抜かれる。トロワでも安定したパフォーマンスを見せフランスリーグでも注目の若手として移籍マーケットの俎上に乗る事となり、2001-02シーズンの冬にディディエ・デシャン監督率いるASモナコに加入。モナコ不動の左サイドハーフとして数々のチャンスメイクをこなし、2003-04シーズンのモナコがUEFAチャンピオンズリーグで準優勝する原動力となる。
2003-04シーズン終了後はその活躍を認められ国内外の有名クラブからオファーが舞い込んだが、ロテンは子供の頃からのファンでもあったパリ・サンジェルマンFCに移籍することを決断した。パリに移籍してからケガに悩まされた。2007年10月17日のフェロー諸島戦では久々の代表復帰を果たし、FKから代表初ゴールを決めた。
2009年8月31日、スコットランドのレンジャーズFCにレンタル移籍した。
2010年1月には、トルコのMKEアンカラギュジュに半年契約のレンタル移籍をした。同年10月にパリSGとの契約が終わり、2011年5月に2年契約でリーグ・ドゥのSCバスティアに加入、キャプテンとして3部から昇格したばかりのチームをけん引し、同リーグ優勝の立役者となった。
2014年1月1日、現役引退を発表した。

## エピソード
フランスの高速道路でポルシェで230キロを出し警察に捕まったことがある。

## タイトル

### クラブ
トロワ
- UEFAインタートトカップ : 2001

モナコ
- クープ・ドゥ・ラ・リーグ : 2003

PSG
- クープ・ドゥ・フランス : 2006
- クープ・ドゥ・ラ・リーグ : 2008

バスティア
- リーグ・ドゥ : 2011-12

### 代表
フランス
- FIFAコンフェデレーションズカップ : 2003

### 個人
- リーグ・ドゥ年間最優秀チーム : 1999-00, 2011-12
- リーグ・アン最多アシスト : 2002-03
- リーグ・アン年間最優秀チーム : 2002-03
- UEFAチャンピオンズリーグ最多アシスト : 2003-04
- LFP月間最優秀選手 : 2003年2月度
- UNFP月間最優秀選手 : 2007年9月度, 2012年2月度
- リーグ・ドゥ年間最優秀選手 : 2011-12